# Gazette archéologique
La Gazette archéologique a été fondée par Jean de Witte en collaboration avec François Lenormant.
Titre complet : Gazette archéologique : recueil de Monuments pour servir à la connaissance et à l'histoire de l'art antique.